# Капануча (Фиренца)
Капануча је насеље у Италији у округу Фиренца, региону Тоскана.
Према процени из 2011. у насељу је живело 265 становника. Насеље се налази на надморској висини од 114 м.